# Tongli
Tongli (chinois : 同里镇 ; pinyin : tónglǐ zhèn, wu : dongli-alanghang) est un bourg du district de Wujiang, à Suzhou, province du Jiangsu, en République populaire de Chine. Ce village du Jiangnan a plus de 1000 ans d'histoire. Le 8 octobre 2003, le Ministère de l'habitat et du développement urbain et rural de la république populaire de Chine (zh) et le bureau national du patrimoine culturel (zh) l'ont nommé parmi les 10 Bourgs célèbres de l'histoire culturelle de Chine (zh) (中国历史文化名镇). Avec Zhouzhuang (周庄) et Luzhi (甪直镇), ce sont 3 vieux bourgs traversés par des canaux du Jiangnan qui entrent dans le classement du patrimoine mondial de l'UNESCO.

## Monuments et sites importants
- Jardin de la retraite et de la réflexion (zh) (退思园) (1885), classé jardin célèbre du Jiangan, et entré en 1997 au patrimoine mondial.

## Galerie

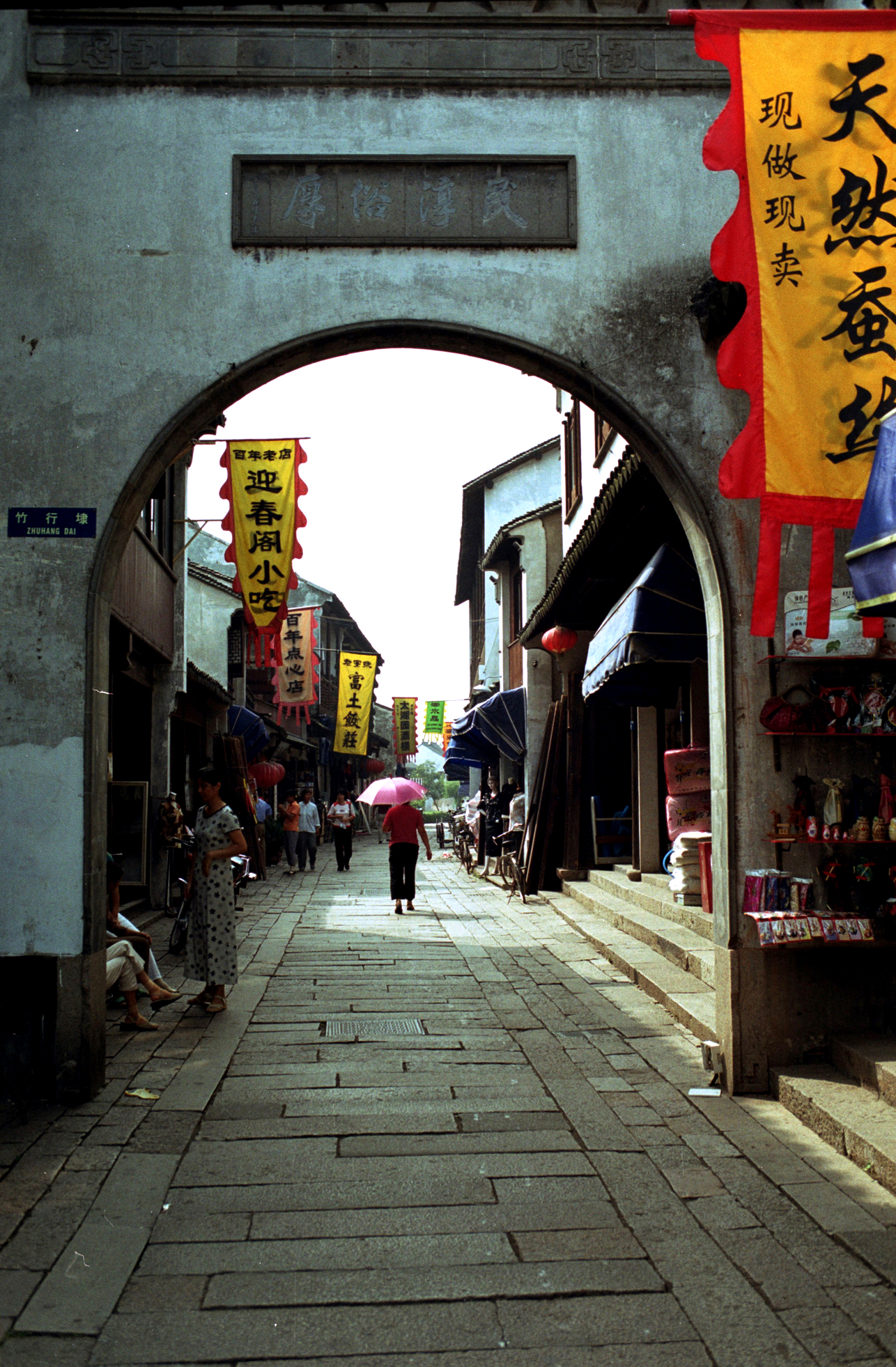
Ruelle, 2011
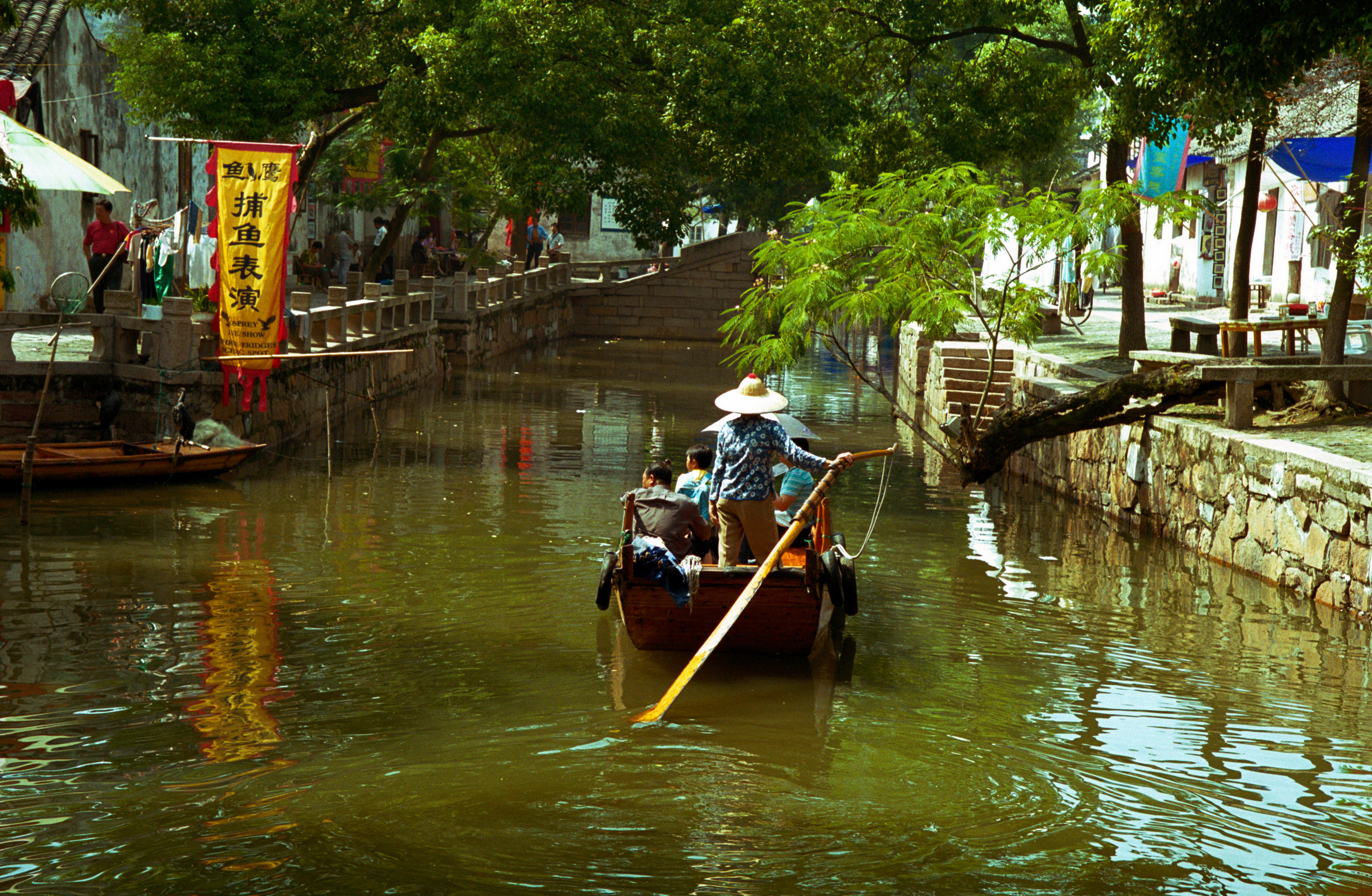
Démonstration de pêche, 2011
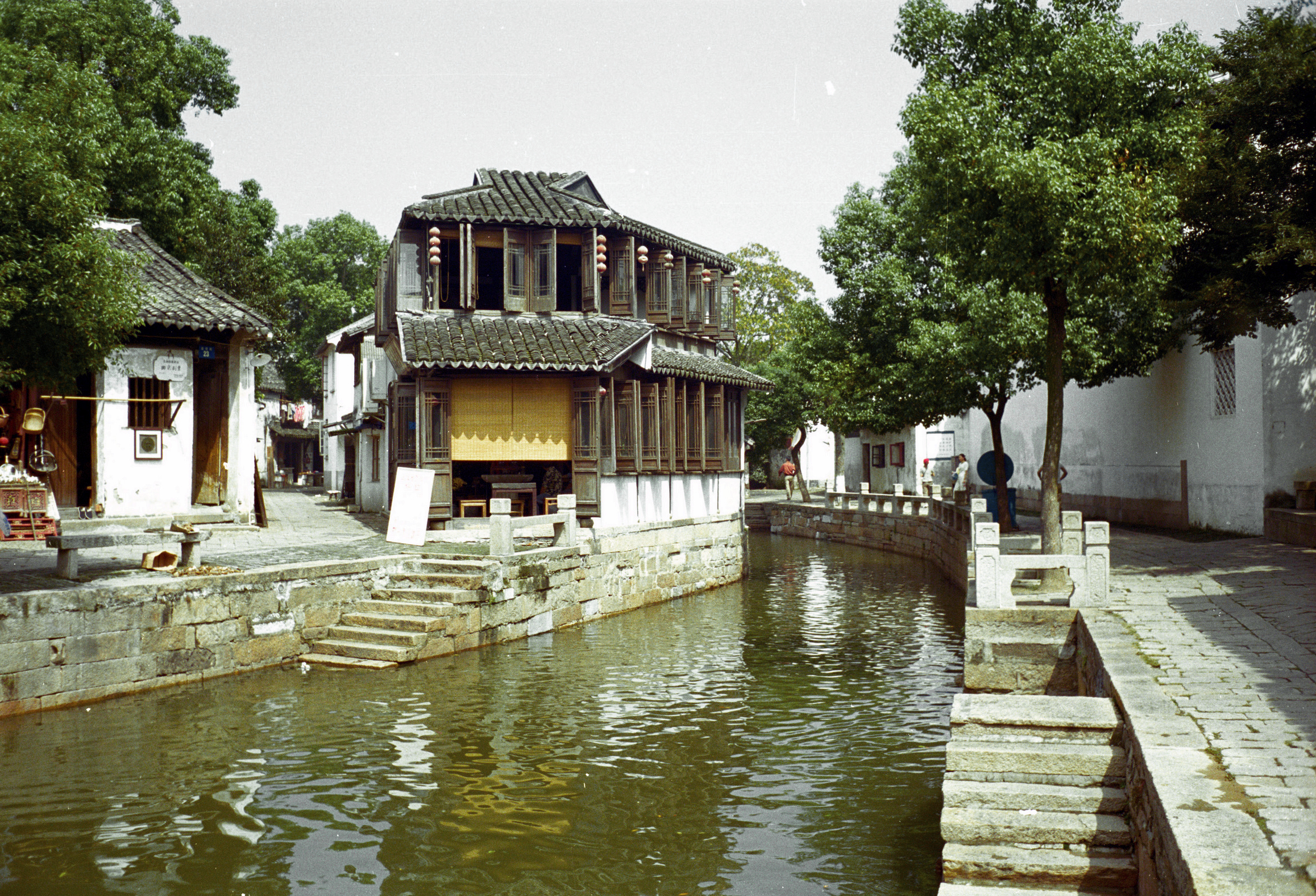
Maison de thé au bord de l'eau, 2011
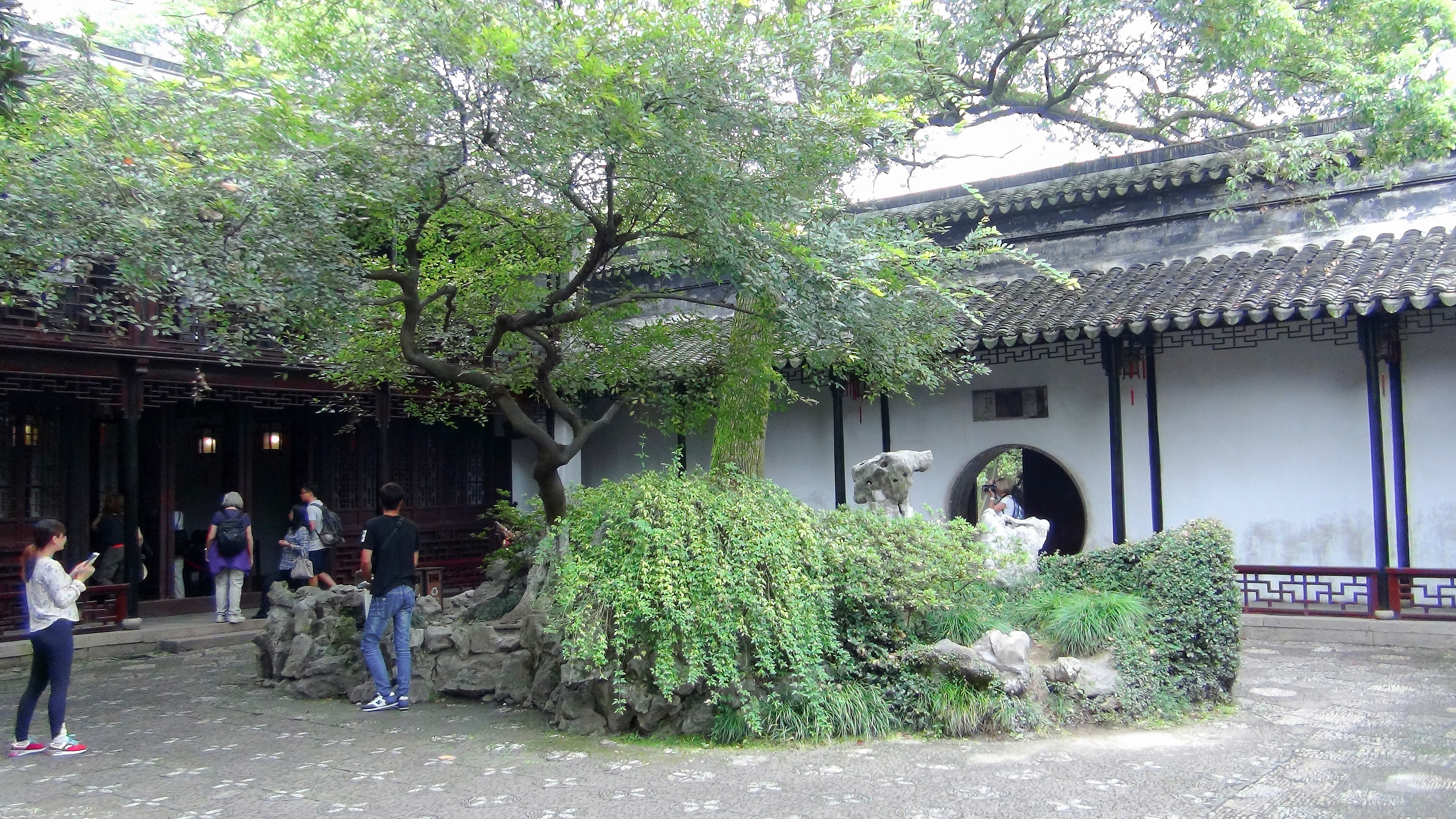
Cour, « Jardin de la retraite et de la réflexion » (1885), 2015
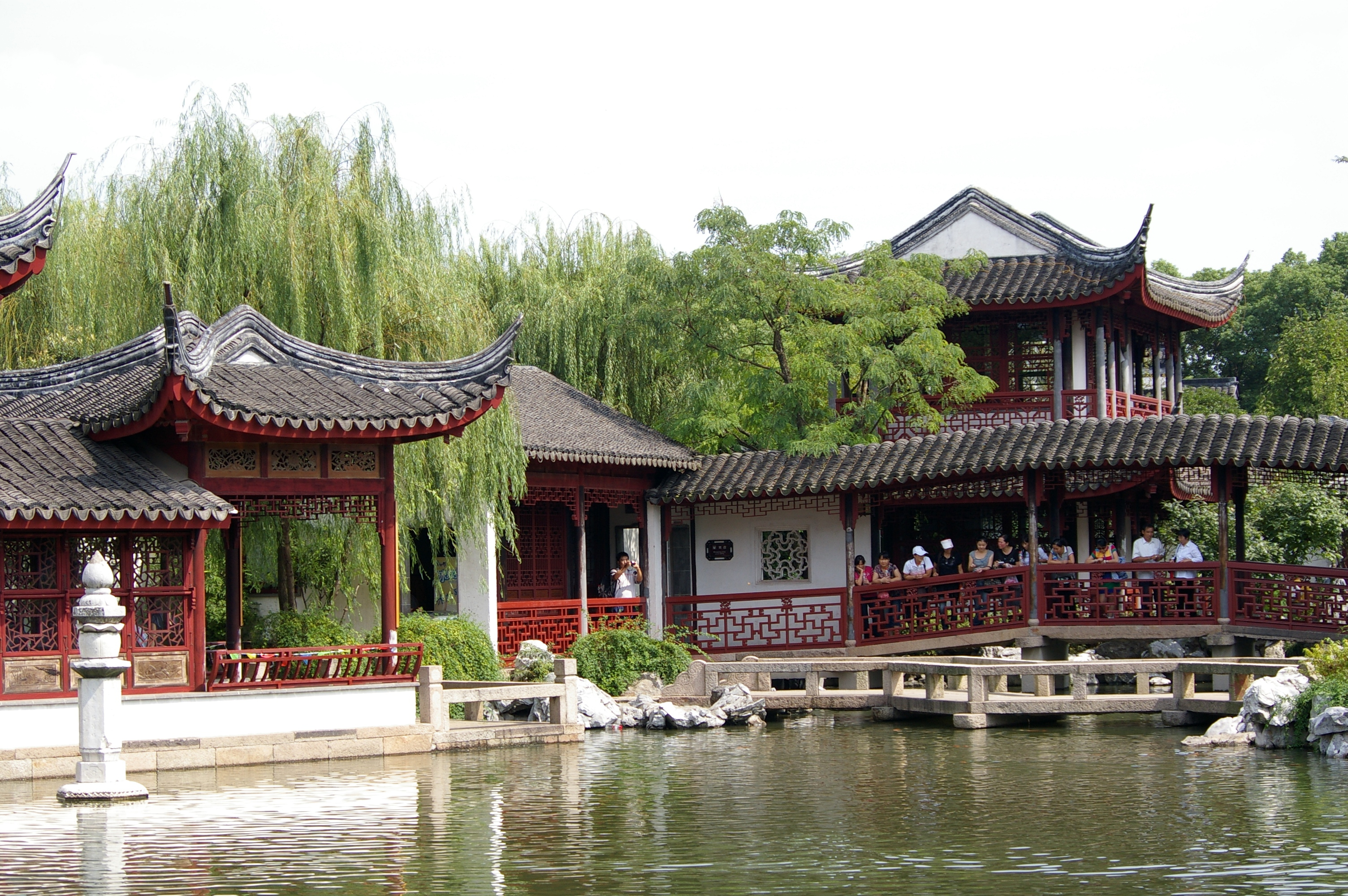
« Jardin de la retraite et de la réflexion », 2009
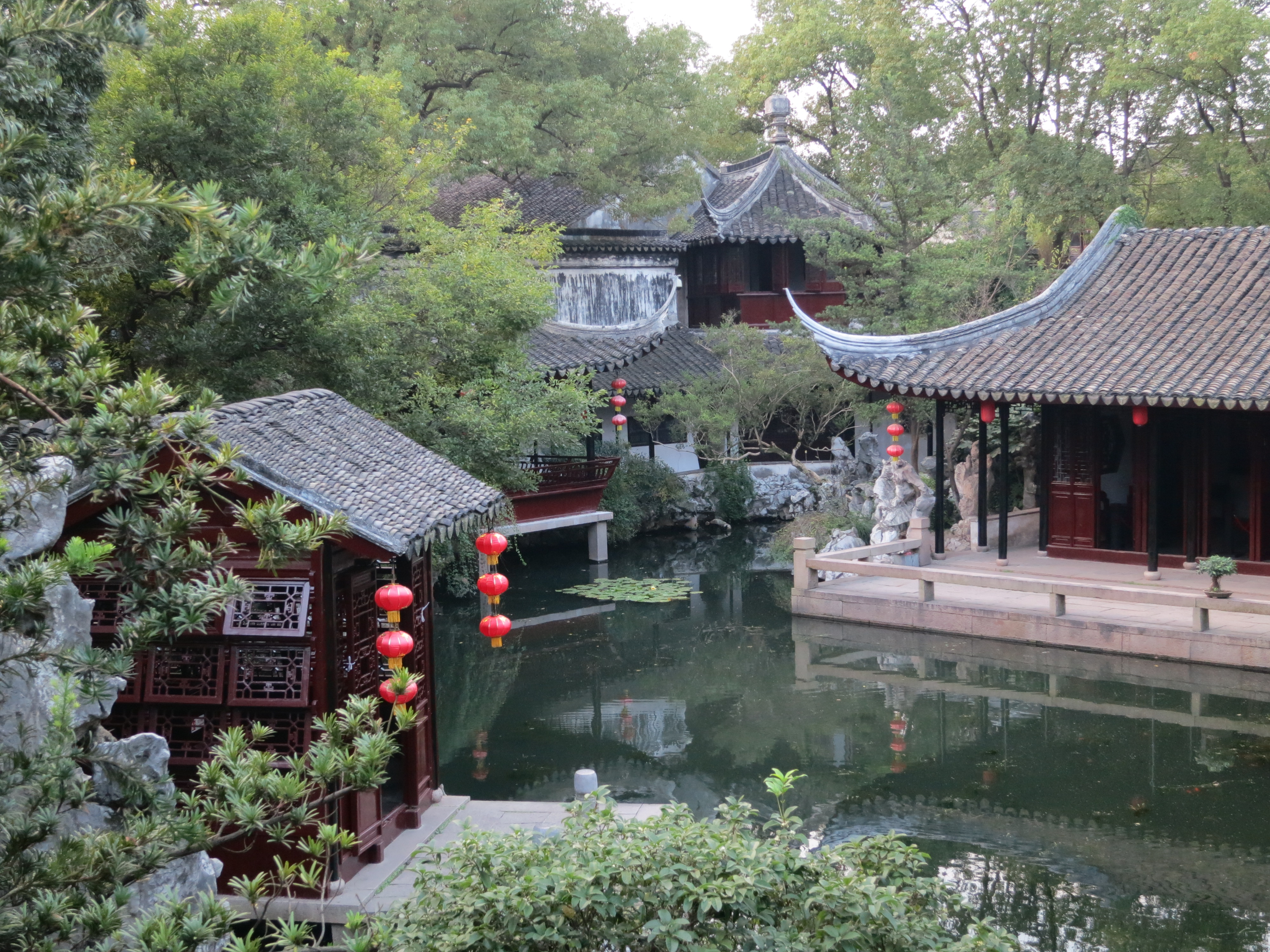
Étang, « Jardin de la retraite et de la réflexion », 2014
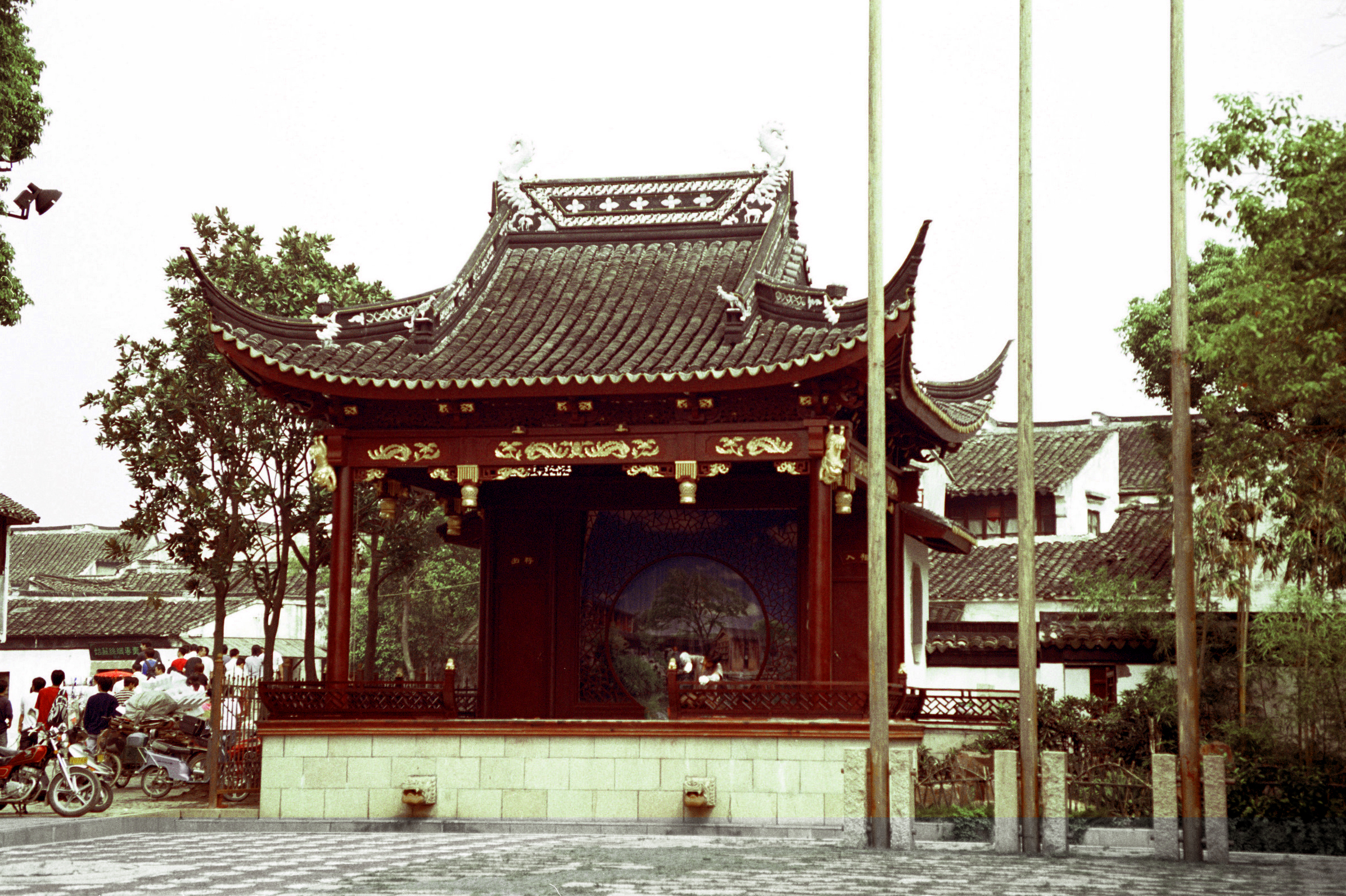
Kiosque à musique, 2011
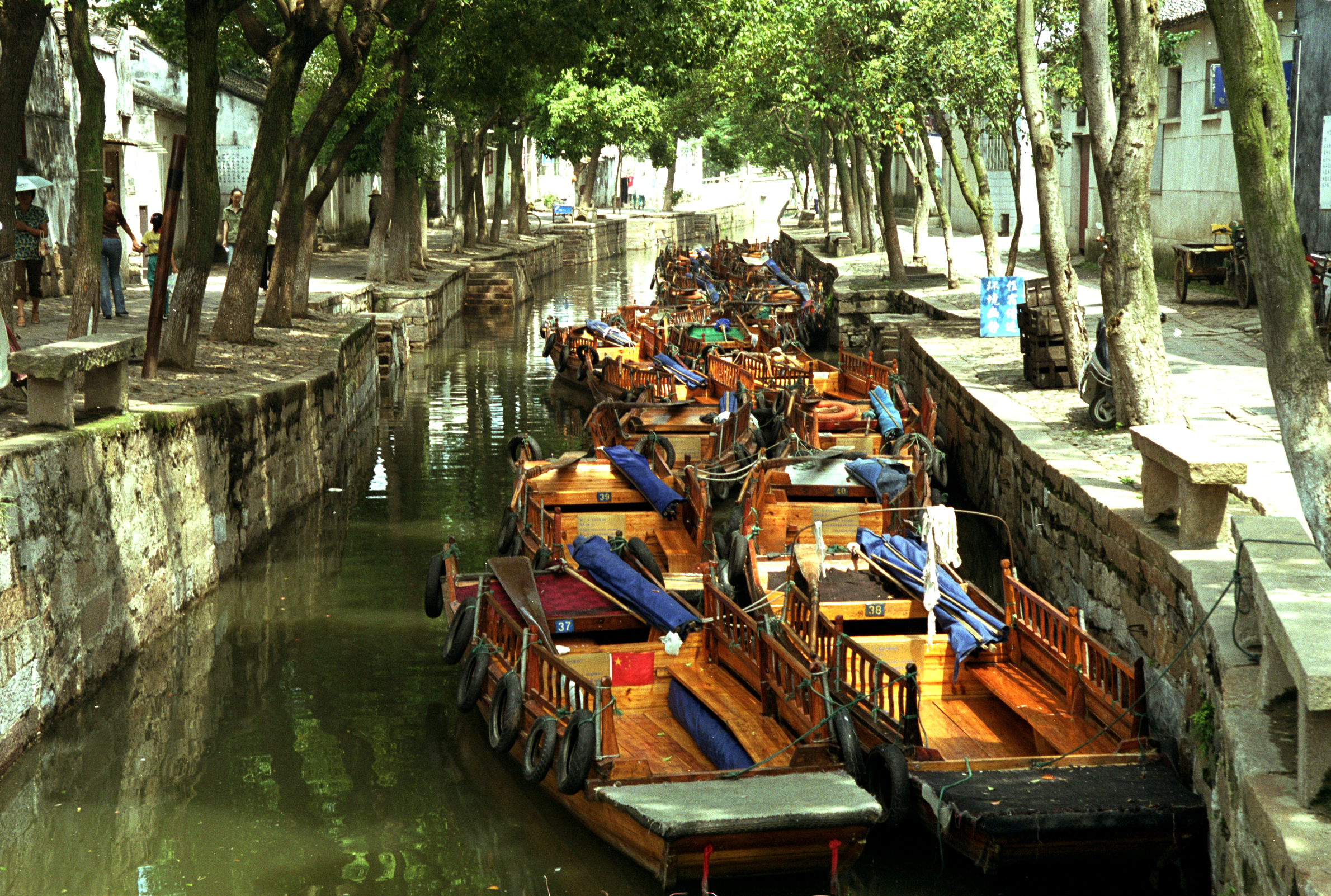
Embarcation pour visiter les canaux, 2011
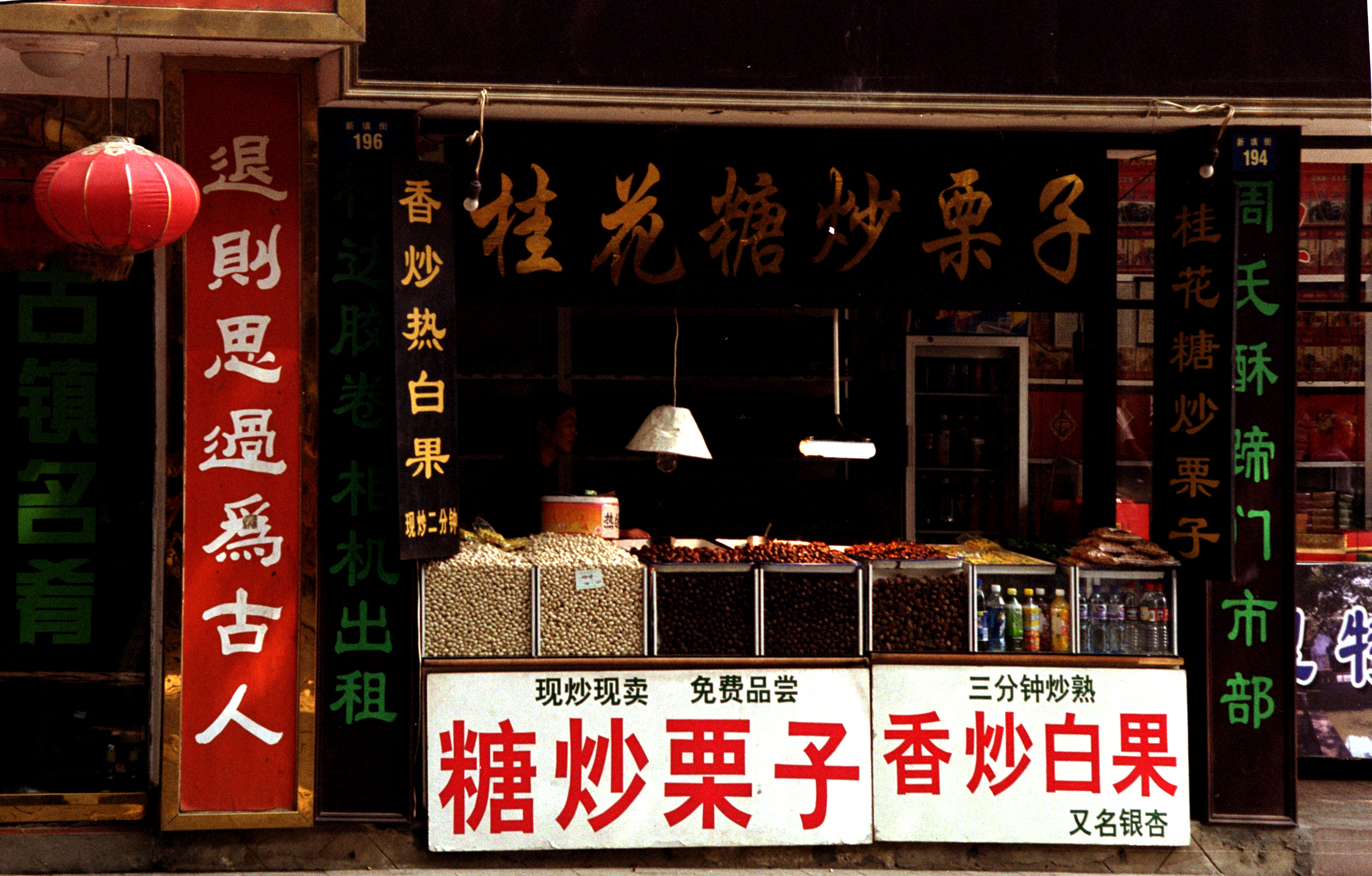
Boutique de marrons sautés au sucre, 2011
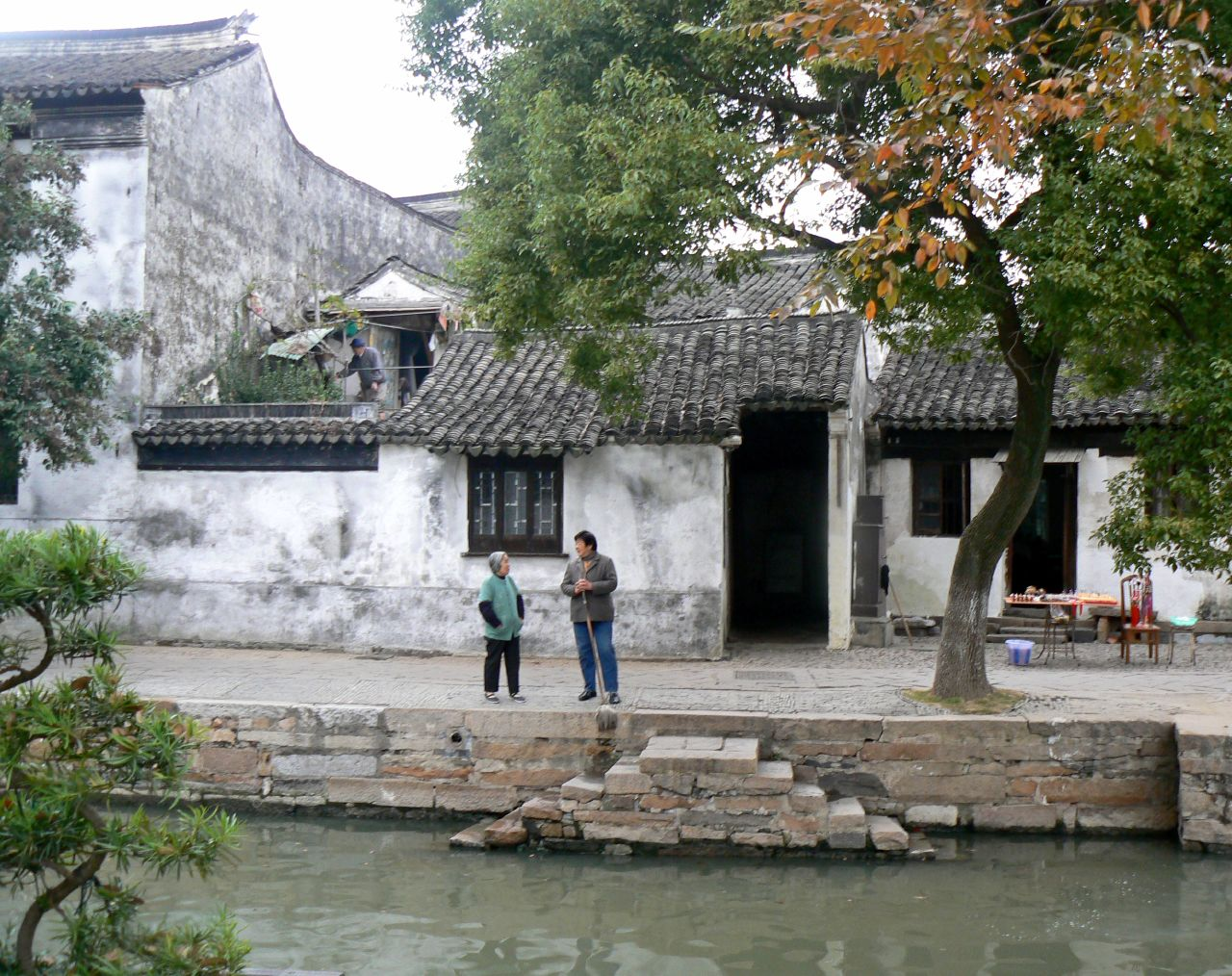
Habitations au bord d'un canal, 2009